# Nawabganj (dystrykt Bareli)
Nawabganj – miasto w północnych Indiach w stanie Uttar Pradesh, na Nizinie Hindustańskiej.
Populacja miasta w 2001 roku wynosiła 30 601 mieszkańców.